# Chang Kai-Chen
En aquest nom xinès, el cognom és Chang.
Chang Kai-Chen (張凱貞、, Taoyuan, 13 de gener de 1991) és una extennista professional taiwanesa.
En el seu palmarès consten quatre títols de dobles femenins en el circuit WTA. Va arribar al 82è lloc del rànquing individual de la WTA (2010), i en el 65è lloc del rànquing de dobles (2013). Va formar part de l'equip taiwanès de la Fed Cup en diverses ocasions.

## Biografia
Filla de Chang Chin-lai i Jun Yu-mei, té dos germans majors anomenats Yao-lun i Yao-chung, que també van ser tennistes. Va començar a jugar a tennis amb sis anys seguint els passos dels seus germans.
Quan fou professional s'entrenava tan a Taiwan com a Delray Beach (Estats Units).

## Palmarès

### Individual: 1 (0−1)
| Llegenda                |
| ----------------------- |
| Grand Slam (0−0)        |
| WTA Finals (0−0)        |
| Premier Mandatory (0−0) |
| Premier 5 (0−0)         |
| Premier (0−0)           |
| International (0−1)     |

| Títols per superfície |
| --------------------- |
| Dura (0−1)            |
| Gespa (0−0)           |
| Terra batuda (0−0)    |

| Resultat  | Núm. | Data                 | Torneig     | Superfície | Oponent        | Marcador         |
| --------- | ---- | -------------------- | ----------- | ---------- | -------------- | ---------------- |
| Finalista | 1.   | 14 d'octubre de 2012 | Osaka, Japó | Dura       | Heather Watson | 5−7, 7−5, 6−7(4) |

### Dobles femenins: 4 (4−0)
| Llegenda                |
| ----------------------- |
| Grand Slam (0−0)        |
| WTA Finals (0−0)        |
| Premier Mandatory (0−0) |
| Premier 5 (0−0)         |
| Premier (0−0)           |
| International (4−0)     |

| Títols per superfície |
| --------------------- |
| Dura (4−0)            |
| Gespa (0−0)           |
| Terra batuda (0−0)    |

| Resultat   | Núm. | Data                 | Torneig                     | Superfície | Parella          | Oponents                         | Marcador                |
| ---------- | ---- | -------------------- | --------------------------- | ---------- | ---------------- | -------------------------------- | ----------------------- |
| Guanyadora | 1.   | 17 d'octubre de 2010 | Osaka, Japó                 | Dura       | Lilia Osterloh   | Shuko Aoyama Rika Fujiwara       | 6−0, 6−3                |
| Guanyadora | 2.   | 4 de març de 2012    | Kuala Lumpur, Malàisia      | Dura       | Chuang Chia-jung | Chan Hao-ching Rika Fujiwara     | 7−5, 6−4                |
| Guanyadora | 3.   | 5 d'agost de 2012    | Washington DC, Estats Units | Dura       | Shuko Aoyama     | Irina Falconi Chanelle Scheepers | 7−5, 6−2                |
| Guanyadora | 4.   | 3 de març de 2013    | Kuala Lumpur (2)            | Dura       | Shuko Aoyama     | Janette Husárová Zhang Shuai     | 6−7(4), 7−6(4), [14−12] |

## Trajectòria

### Individual
| Open d'Austràlia | A  | 1R  | 1R  | 2R | 1R  | A   | 2R  | Q2  | Q2  | 0 / 5 | 2 – 5 |
| Roland Garros | A  | 1R  | Q2  | 1R | Q1  | A   | A   | Q1  | Q2  | 0 / 2 | 0 – 2 |
| Wimbledon | A  | 2R  | 1R  | A  | A   | A   | A   | Q3  | 1R  | 0 / 3 | 1 – 3 |
| US Open | 2R | 2R  | A   | A  | A   | A   | Q1  | Q1  | A   | 0 / 2 | 2 – 2 |
| Rànquing a final d'any | 92 | 119 | 142 | 89 | 593 | 462 | 129 | 151 | 163 |       |       |
| Llegenda: G: Guanyadora; F: Finalista; SF: Semifinalista; QF: Quarts de final; Q: Qualificació; A: Absent; RR: Round Robin; NC: No celebrat; |    |     |     |    |     |     |     |     |     |       |       |

### Dobles femenins
| Open d'Austràlia | A  | A   | A  | 1R  | A | A   | A   | A  | A   | 1R  | 0 / 2 | 0 – 2 |
| Roland Garros | 1R | 1R  | A  | 1R  | A | A   | A   | A  | A   | A   | 0 / 3 | 0 – 3 |
| Wimbledon | 2R | 1R  | A  | A   | A | A   | A   | 2R | A   | A   | 0 / 3 | 2 – 3 |
| US Open | 1R | A   | A  | A   | A | A   | A   | A  | A   | A   | 0 / 1 | 0 – 1 |
| Rànquing a final d'any | 99 | 165 | 77 | 157 | – | 133 | 324 | 89 | 283 | 332 |       |       |
| Llegenda: G: Guanyadora; F: Finalista; SF: Semifinalista; QF: Quarts de final; Q: Qualificació; A: Absent; RR: Round Robin; NC: No celebrat; |    |     |    |     |   |     |     |    |     |     |       |       |